# Chausie

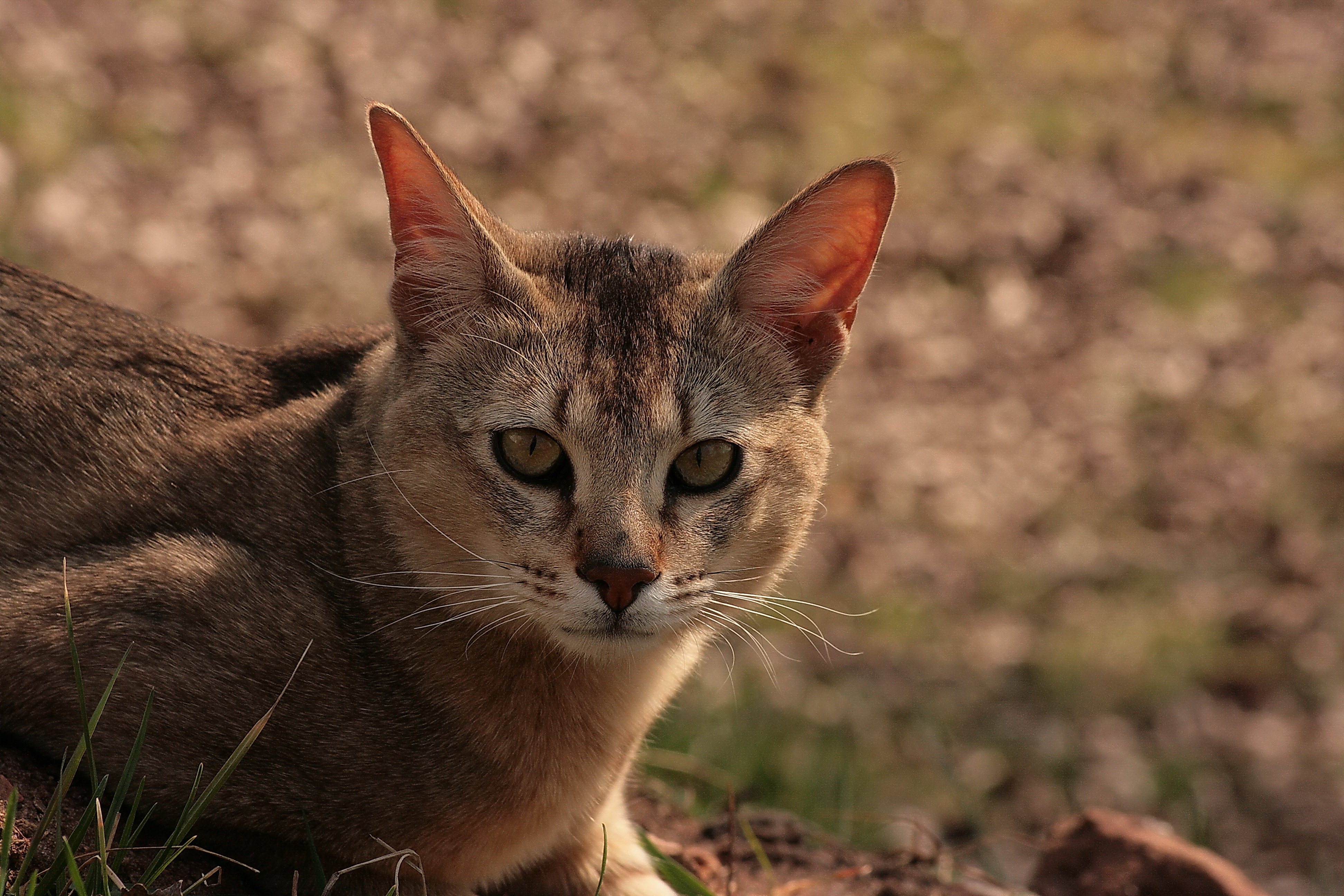
Abicatz Zamphyr

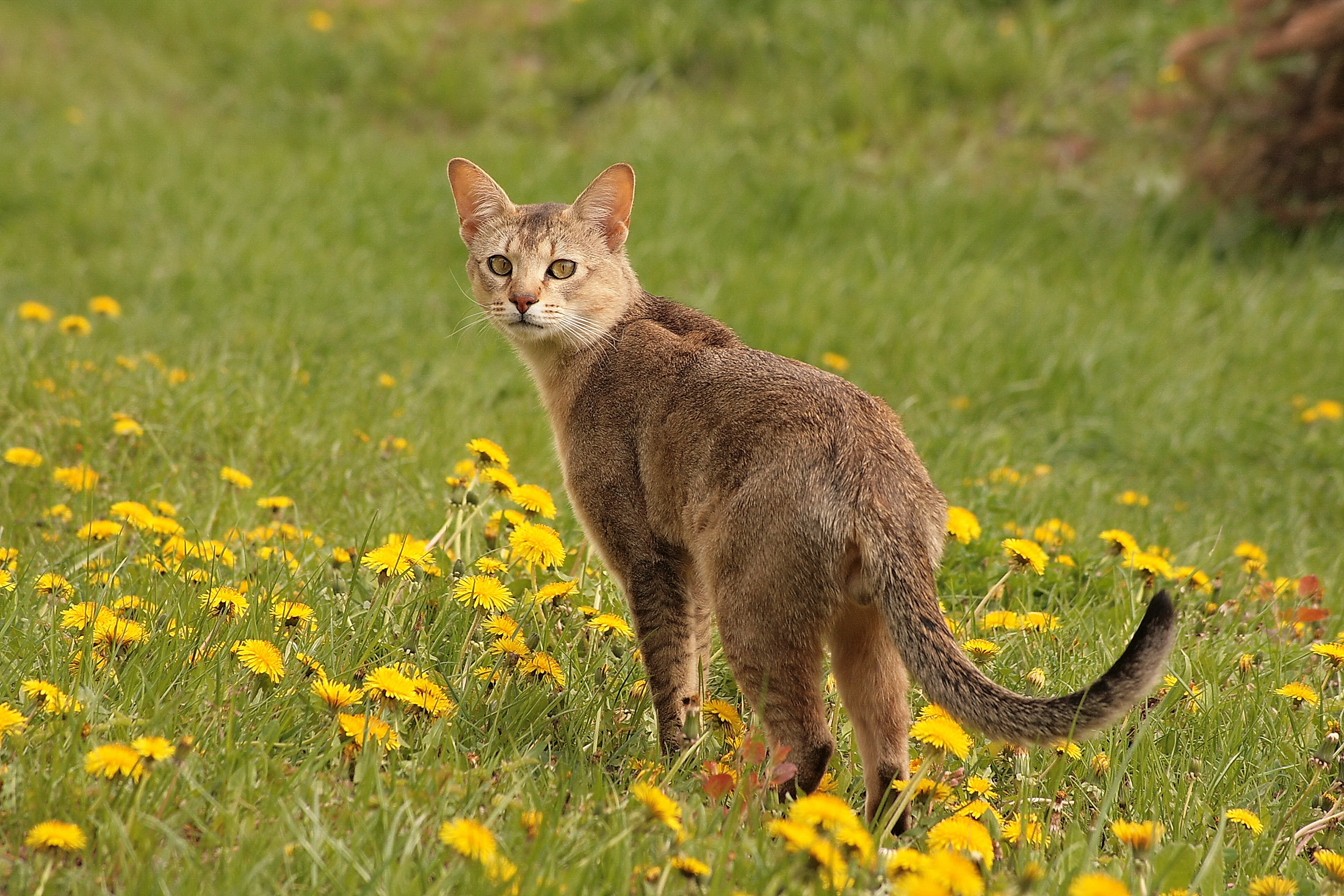
Abicatz Zamphyr

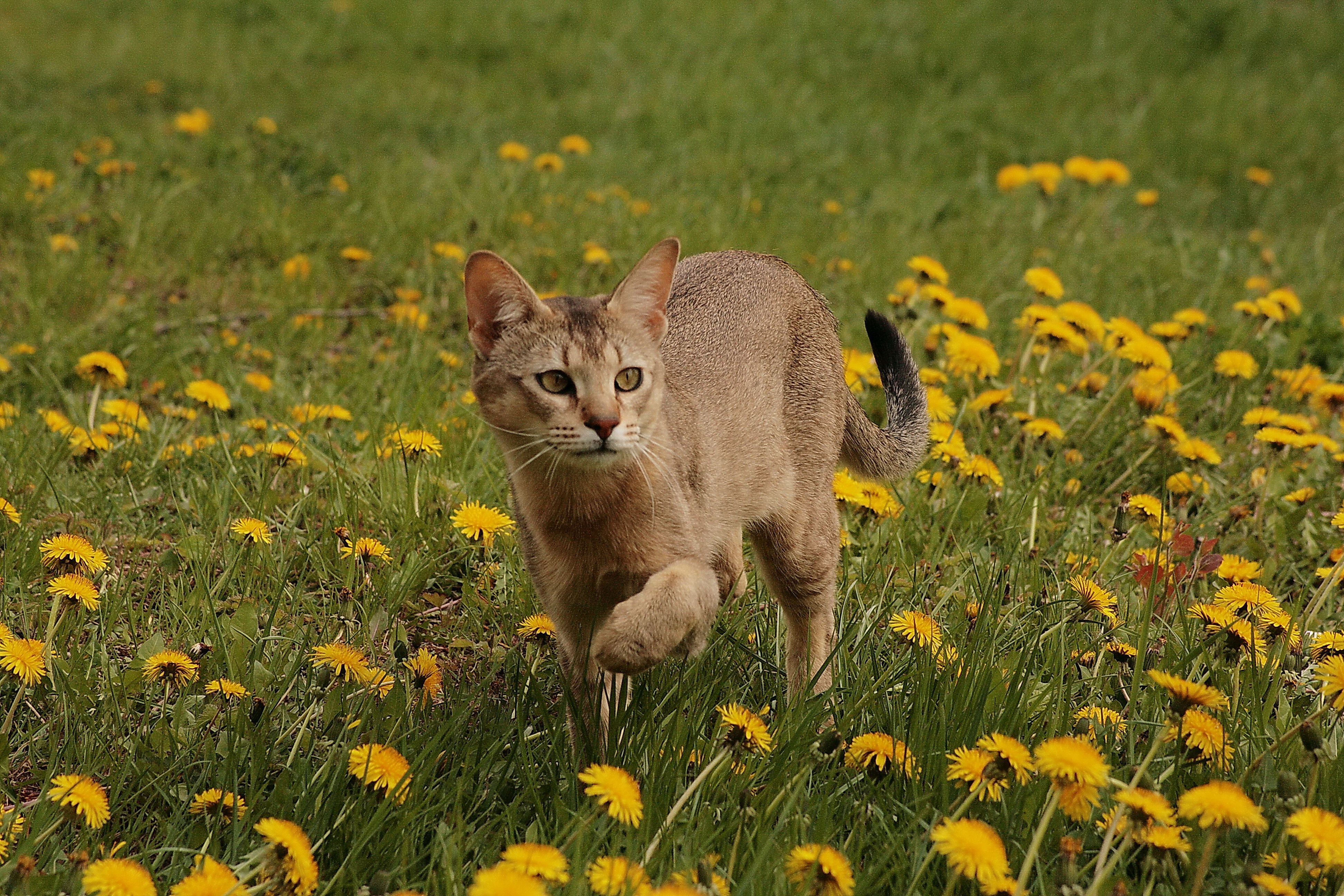
Abicatz Zamphyr

Chausie jest hybrydą nierasowego kota domowego z dzikim kotem błotnym (Felis chaus) żyjącym w azjatyckiej dżungli.
Pierwsze osobniki wyhodowano w latach 60. i 70. Rasa została zarejestrowana w TICA w marcu 1995 roku. Od 2001 roku mogły być pokazywane na wystawach jako nowa rasa, a od 2013 roku mogą już walczyć o Championa rasy.

## Wygląd
Chausie występuje w trzech odmianach barwnych: czarnej (Solid Black), brązowej (Brown Ticked Tabby), srebrnej (Black Grizzled Ticked Tabby). Głowa kota jest średniej wielkości i długości, z wysokimi kośćmi policzkowymi i pełnymi policzkami. Oczy owalne, średniej wielkości, najbardziej pożądany kolor to złocisty lub żółty, dopuszczalne orzechowe do zielonkawych (zielone są cechą dyskwalifikującą), z jasną obwódką; uszy długie i szerokie, wysoko osadzone, zaokrąglone. Szyja muskularna, średniej długości i szerokości, klatka piersiowa głęboka. Ciało bardzo zwarte, silne i atletyczne, z wydłużonymi kończynami (tylne nieco dłuższe od przednich), stopy małe, kościec średniej grubości. Ogon długi (najlepiej ¾ długości ciała). Sierść gęsta, krótka i przylegająca, podszerstek delikatny, a włosy okrywowe twarde. Charakterystyczny mysi kolor włosa z podstawą od piaskowo-szarej do pomarańczowo-żółtej. Znaczenia tabby na pysku i ogonie. Brzuch jaśniejszy, może być znaczony, np. cętkowany. Kot musi przywodzić na myśl dzikiego łowcę, muskularnego, ale szczupłego i o niezwykłej „dzikiej” elegancji i gracji ruchów oraz skoków. Samce są proporcjonalnie większe od samic.

## Zachowanie i charakter
Chausie to bardzo inteligentna rasa kotów, niezwykle przywiązana do człowieka. Temperament odziedziczony po dzikich przodkach, jak i anatomiczne cechy budowy (muskularność, zwartość ciała, skoczność) czynią z nich niezwykłych dzikich łowców i towarzyszy zabaw. Jest to rasa wymagająca i dość mocno gadatliwa, a zarazem łagodna i bardzo towarzyska.

## Zdrowie i pielęgnacja
Chausie to zdrowe koty, o wyższym stopniu odporności i niekłopotliwe w utrzymaniu. Wymagają częstego czyszczenia uszu i obcinania pazurów.